# Musée du patriarcat russe
Le musée du patriarcat russe (Арзамасский музей русского патриаршества) est un musée situé à Arzamas en Russie. C'est le seul musée du pays consacré à des patriarches de Moscou. Il se trouve au centre de la ville sur la place de la Cathédrale dans l'ancien palais de la Magistrature (autre nom à l'époque pour hôtel de ville). Ce musée est une filiale du musée d'histoire et d'architecture de Nijni Novgorod et un projet commun de ce dernier et du siège métropollitain de Nijni Novgorod.
Il a été inauguré le 1er août 2013.

## Collection
La collection du musée est consacrée à la vie et aux activités des patriarches de Moscou, Nikon et Serge, natifs de la région de Nijni Novgorod, ainsi qu'aux patriarches Alexis Ier de Moscou, Pimène Alexis II et Cyrille. Le musée présente des copies cumulatives et des pièces de collection authentiques de ces patriarches, vêtements liturgiques, documents, photographies, portraits, etc., ainsi que le trône de Catherine II réalisé par des maîtres d'Arzamas pour la visite de la souveraine à Arzamas en 1767. La collection raconte les activités de l'Église orthodoxe russe et de ses dirigeants pendant la période soviétique, lorsque l'Église a été soumise à de cruelles persécutions,.
Des expositions temporaires et des visites guidées sont organisées au musée, comme par exemple le « Symbolisme des vêtements d'Église (paramentique) dans l'Église orthodoxe russe ».

## Édifice

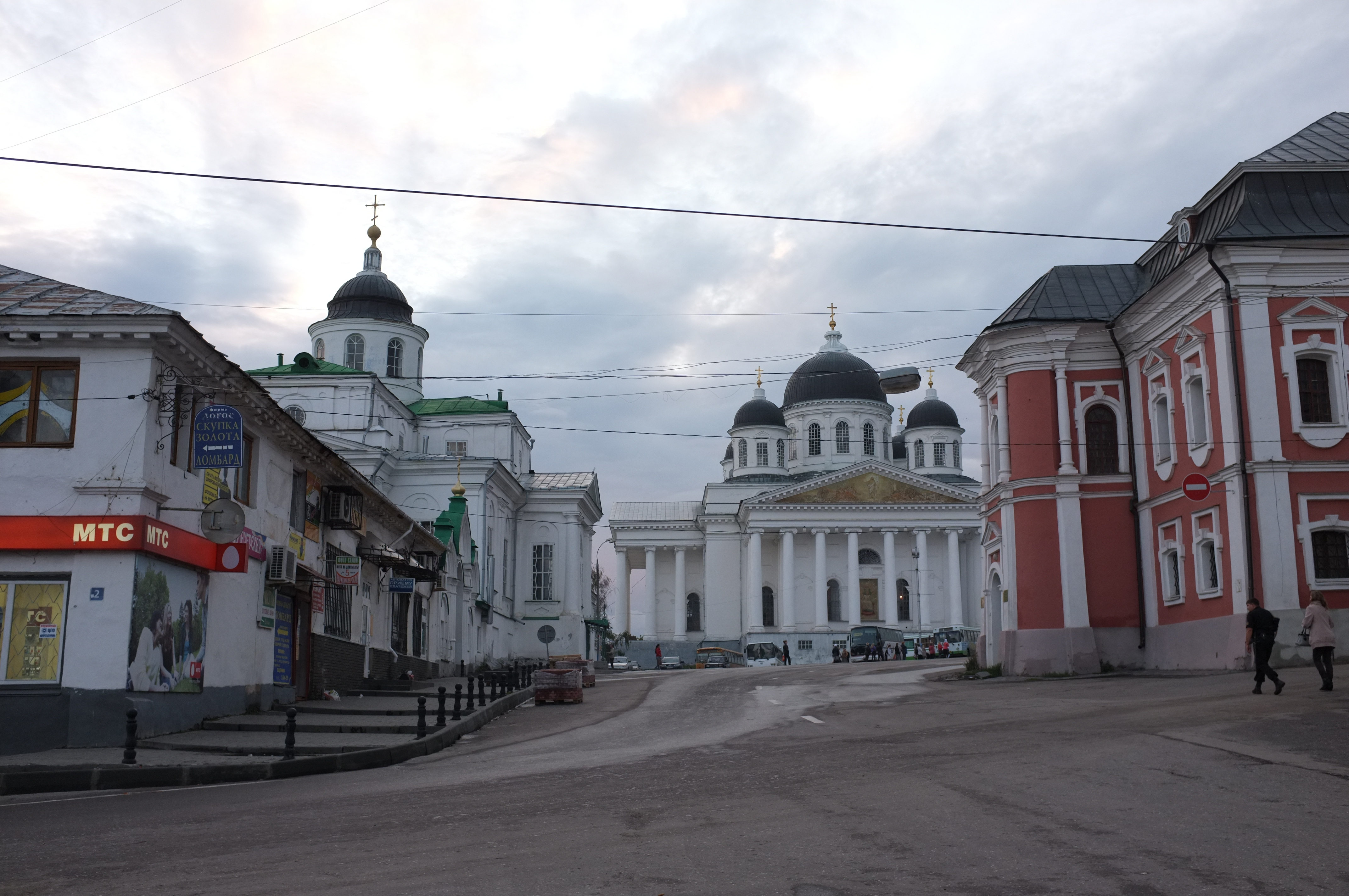
Le musée à droite de la cathédrale de la Résurrection.

Le musée est installé dans le palais de la Magistrature d'Arzamas, place de la Cathédrale, à côté de la cathédrale de la Résurrection. L'édifice a été construit en 1721 dans le style baroque. C'est le seul édifice administratif russe de cette époque à ne pas avoir été reconstruit;il est donc demeuré dans sa forme originelle. Il est éclairé la nuit. Autrefois, il y avait des magasins dans ce bâtiment.